# كسوف الشمس في 7 مارس 1598
 حدث كسوف كلي للشمس في 7 مارس 1598 (25 فبراير 1598 حسب التقويم اليوليوسي ). يحدث الكسوف الشمسي عندما يمر القمر بين الأرض والشمس ، وبالتالي يحجب صورة الشمس كليًا أو جزئيًا لمشاهد على الأرض. يحدث كسوف كلي للشمس عندما يكون قطر القمر أكبر من قطر الشمس، مما يحجب جميع أشعة الشمس المباشرة ، ويحول النهار إلى ظلام. يحدث الكلي في مسار ضيق عبر سطح الأرض، مع كسوف جزئي للشمس مرئي على المنطقة المحيطة بعرض آلاف الكيلومترات.

## الرؤية
كان الكسوف مرئيا بصورة كلية في المملكة المتحدة مع مسار قطري من كورنوال في الجنوب الغربي إلى أبردين في شمال شرق اسكتلندا .
وقد لوحظ من ألمانيا بواسطة تايكو براهي .